# Kikolo
Kikolo ist eine Gemeinde am Rande von Luanda in Angola. Sie besteht aus mehreren großen Armenvierteln (Musseques) und zählt rund 500.000 Einwohner. Der Ort wird von der asphaltierten Hauptstraße N'Gola Kiluanje durchzogen, die anderen städtischen Verkehrswege sind kleine unbefestigte Straßen, deren Oberfläche sich bei Durchnässung in Schlamm verwandelt.

## Verwaltung
Kikolo gehörte vollständig zum Município Cacuaco, eine Bastion der Oppositionspartei UNITA, wurde jedoch vor den Wahlen 2017 aus wahltaktischen Gründen zwischen diesem und dem Nachbarkreis Cazenga aufgeteilt, wo die Regierungspartei MPLA regiert, um so die UNITA zu schwächen. Die Gemeinde ist in 16 Bairros unterteilt: Augusto Ngangula, Bandeira, Boa Esperança Central, Boa Esperança III, Candua, Cardoso, Cemitério, Combustíveis, Campão, Comandante Buala, Kawelele, Kikolo Sede, Mulenvos, Ndala Muleba, Pedreira und Paraíso.

## Wirtschaft
In Kikolo befindet sich die Weizenmühle Moagem do Kikolo. Sie wurde von dem portugiesisch-angolanischen Unternehmer Rui Costa Reis im Jahr 1992 nach 25 Jahren Stilllegung wiedereröffnet und Ende 2017 zur zweitgrößten Weizenmühle Angolas mit einer Tagesproduktion von 1150 Tonnen Mehl ausgebaut.
Die Glasfabrik von Kikolo, Fábrica de Vidros do Kikolo, wurde im Oktober 2009 eröffnet. Sie ist die einzige Fabrik in Angola und eine der wenigen in Afrika, die gehärtetes Glas herstellt.
Eine weitere Fabrik produziert Bleche, u. a. für Dächer und Wände, mit einem täglichen Volumen von 45 Tonnen.
Am bekanntesten ist Kikolo für seinen großflächigen Markt auf festgestampfter Erde, mit einer Länge von 2,75 km. Der Mercado do Kikolo ist mit rund 7000 Verkäufern einer der größten der Hauptstadt. Es werden vorwiegend Lebensmittel angeboten,  er beherbergt aber auch den größten Haarmarkt von Angola. In mehr als einhundert Baracken werden importierte Haare aus Indien und China sowie Kunsthaar, das hier „brasilianisches Haar“ genannt wird, verkauft.

## Bildung
Es fehlen ausreichend Primar- und Sekundarschulen sowie Lehrer. Diese werden schlecht bezahlt und es kommt vor, dass sie wochen- oder monatelang dem Unterricht fernbleiben. Die Schüler werden dann nur von einem „Erklärer“ (explicador) ohne Lehrerausbildung unterrichtet. Viele Klassenzimmer sind improvisiert. Es gibt nicht genügend Schulbänke, sodass sich die Schüler ihre Stühle selbst mitbringen müssen. Es fehlen außerdem Schulbücher, obwohl sie
an den staatlichen Schulen kostenlos verteilt werden sollen. Die Regierung gibt pro Schuljahr 140 Millionen US-Dollar für die Herstellung von 40 Millionen Schulbücher aus. Diese werden aber in Kikolo zu einem großen Teil von korrupten Angestellten der Schulen zu Anfang des Schuljahrs illegal an Markthändler veräußert, die sie für Geld weiterverkaufen. Die Bücher werden nachts auf dem Markt von Kikolo angeliefert, um nicht die Aufmerksamkeit der Behörden zu erwecken.

## Öffentliche Sicherheit
Ein großes Problem für die Einwohner der verschiedenen Viertel stellt die hohe Kriminalitätsrate dar. Beispielsweise in Vierteln wie Paraíso oder  Balumuka finden mehrmals täglich Raubüberfälle und Diebstähle statt. Dabei werden meist Feuer- und Stichwaffen eingesetzt, die auch Todesopfer verursachen. Die Überfälle werden vorwiegend in den Morgenstunden und während der Nacht verübt. Hauptziele sind Schüler und Arbeitnehmer, die auf dem Weg von oder zu ihren Arbeitsplätzen sind. Die Kriminalität ist vor allem deshalb so hoch, weil es fast keine Polizeipatrouillen gibt. Weitere häufige Opfer von Überfällen sind Motorrad-Taxifahrer. Auch die Verkäufer des Marktes von Kikolo, besonders in der „Panga-Panga“ Zone, sind häufig Opfer von Überfällen in den frühen Abendstunden. Die Sicherheitslage ist in der Gemeinde so gefährlich, dass beispielsweise die US-Botschaft ihrem Personal zu jeder Zeit verbietet, dort auf der Straße zu laufen.